# تامار (دختر داوود)
تامار از شخصیت‌های کتاب دوم سموئیل در تنخ است. او دختر داوود و معکه و خواهر تنی ابشالوم بود. به تامار توسط برادر ناتنی‌اش امنون که مادرش اخینوعم بود تجاوز شد اما داوود که امنون را بسیار دوست می‌داشت، او را مجازات نکرد. به همین دلیل، ابشالوم مدتی بعد امنون را کشت و از اورشلیم گریخت.
نویسنده کتاب سموئیل دربارهٔ او گفته که تامار «ردای رنگارنگی پوشیده بود، زیرا دختران پادشاه چنین می‌پوشند.» تنها شخص دیگری که در تنخ چنین لباسی پوشید، یوسف است و شاید منظور این باشد که تامار تعبیر کنندهٔ خواب بوده‌است.